# مولاي علي الصقلي
مولاي علي الصقلي هو شاعر ودبلوماسي وسياسي مغربي وُلد في عام 1927 في مدينة فاس في المغرب، وتوفي في سويسرا في 11 أكتوبر (تشرين الأول) عام 2007 بعد صراع طويل مع المرض، وهو مؤلف النشيد الوطني المغربي.

## مسيرته المهنية والسياسية
درس مولاي علي الصقلي القانون والعلوم السياسية في باريس، والتحق بعد تخرجه من الجامعة بالعمل في السلك الدبلوماسي في عام 1959، وتدرج في المناصب حتى ترأس عدة مديريات في وزارة الخارجية بالرباط قبل تعيينه في سفارة المملكة المغربية لدى فرنسا في باريس، ثُم عُين بعد ذلك سفيراً للمملكة المغربية لدى جمهورية ألمانيا الاتحادية، ثُم أميناً عاماً لوزارة الخارجية المغربية بالرباط، ثُم سفير مندوب دائم للمملكة المغربية في جنيف، ثُم عُين أخيراً كسفير ومندوب دائم للمملكة المغربية لدى الأمم المتحدة في نيويورك.

## مؤلفاته
ألف مولاي علي الصقلي عددًا من الأعمال الأدبية التي تنوعت ما بين الدواوين الشعرية والمجموعات القصصية، وكان من أهمها:
- مع التحيات: صدر في عام 1981.
- حسب الحواس: صدر في عام 1985.[2]
- تحت البلوط وتحت السحر: صدر في عام 1989.
- أغاني القوس: صدر في عام 1999.
- من هنا ومن أماكن أخرى: مجموعة قصصية صدر في عام 1993.
- ما وراء المظهر: مجموعة من الأمثال صدرت في عام 1998.[3]

## التكريمات
حظي مولاي علي الصقلي بتكريم العديد من الجهات المحلية المغربية والدولية، ومُنح عددًا من الجوائز كان من أهمها:
- جائزة بوناردي من الأكاديمية الفرنسية.

## وفاته
توفي مولاي علي الصقلي في 11 أكتوبر عام 2007 في سويسرا بعد صراع طويل مع المرض.